# Alexander Hult
Alexander Hult, född 19 november 1984 i Borlänge, är en svensk före detta professionell ishockeyspelare. Hans moderklubb var Borlänge HF. 
Alexander är äldre bror till den professionella ishockeyspelaren Andreé Hult.

## Meriter (i urval)
- 2003 — SM-guld med HV71 J20 i J20 Superelit